# Max Marest
Max Marest, né le 9 septembre 1929 au Havre et mort le 19 mars 2016 à Yerres,, est un homme politique français. Membre de l’Union pour un mouvement populaire, il est sénateur de l’Essonne, conseiller général du canton de Saint-Chéron et maire de Breuillet.

## Biographie
Max Marest est né le 9 septembre 1929 au Havre.
Il effectue son service militaire en Algérie et au Maroc de 1952 à 1953 dans les régiments de Spahis algériens et marocains. Il est rappelé en 1956 pour servir en Algérie et encadrer les fusilliers de l'armée de l'air. Il quitte l'armée en 1957 avec le grade de lieutenant.
Max Marest est directeur commercial dans la vie civile. Il exerce la plus grande partie de sa carrière professionnelle dans la société Le « Comptoir Lyon-Alemand, Louyot et Cie ».

### Carrière politique
Max Marest commence sa carrière politique en 1977, année de son élection à la mairie de Breuillet. Il conserve son mandat jusqu’en 1995 et y ajoute, de 1982 à 2001 le mandat de conseiller général du canton de Saint-Chéron et de vice-président du conseil général de l'Essonne. Devenu une première fois sénateur en 1993 à la suite du décès de Jean Simonin, il n'est pas réélu en 1995 mais redevient sénateur en 2000 à la suite du décès de Jean-Jacques Robert. En 2001, il choisit de laisser son siège de conseiller général à Jean-Pierre Delaunay et en 2004, il choisit de ne pas se représenter au mandat de sénateur.

## Décorations et récompenses
Max Marest a été décoré de la croix de la Valeur militaire avec l'étoile de bronze en 1957 pour son action lors d'un attentat à Alger au cours duquel il arrêta un des terroristes.

## Sources
1. ↑  « Hommage à Max Marest », sur le site internet de la commune de Breuillet (consulté le 22 mars 2016).
2. ↑  « L’ancien maire de Breuillet et ex-sénateur Max Marest est décédé », sur le site internet du journal Le Parisien (consulté le 22 mars 2016).
3. ↑  Article Deux nouveaux sénateurs prennent leurs fonctions du 5 avril 2000 sur le site du Parisien. Consulté le 30/09/2009.